# Пам'ятки історії та монументального мистецтва Покровського району (Донецька область)
У Покровському районі Донецької області на обліку перебуває 53 пам'ятки історії і 2 пам'ятки монументального мистецтва.

## Пам'ятки історії
| № пп | Охорон. номер | Найменування пам'ятки                                                                                 | Місцезнаходження пам'ятки                                                 | Рік встановлення     | Автор                                            | Рішення               |
| ---- | ------------- | --- | ------------------------------------------------------------------------- | -------------------- | ------------------------------------------------ | --------------------- |
| 1.   | 1065          | Братська могила радянських воїнів Південно-Західного фронту і пам'ятник односельчанам                 | Гродівська сел./р, смт Гродівка, центр селища.                            | 1955 р. рек. 1977    |                                                  | 17.12.1969 р. № 724   |
| 2.   | 1947          | Пам'ятний знак на честь перших козацьких поселень у Донбасі                                           | Гродівська сел./р, смт Гродівка, центр селища.                            | 1971 р. -            |                                                  | 19.04.1983 р. № 280р  |
| 3.   | 3239          | Могила Колодія М. І., воїна-афганця рядового                                                          | Гродівська сел./р, с. Журавка, цвинтар.                                   | 1987 р.              |                                                  | 14.07.1993 р. № 419   |
| 4.   | 1066          | Братська могила радянських воїнів Південно-Західного і Південного фронтів                             | Гродівська сел./р, с. Красний Яр, центр села.                             | 1979 р. рек. 1991 р. |                                                  | 17.12.1969 р. № 724   |
| 5.   | 1097          | Братська могила радянських воїнів Південно-Західного і Південного фронтів та пам'ятник землякам.      | Братська могила радянських воїнів Південно-Західного і Південного фронтів | 1954 р. рек. 1999.р. |                                                  | 17.12.1969 р. № 724   |
| 6.   | 1063          | Могила Наумова О. П., партизана, якого було вбито білогвардійцям                                      | Новоекономічна сел./р, смт Новоекономічне, цвинтар.                       | 1958 р.              |                                                  | 17.12.1969 р. № 724   |
| 7.   | 1085          | Братська могила радянських воїнів Південного і Південно-Західного фронтів та пам'ятник односельчанам  | . Удачненська сел./р, смт Удачне, центр села, парк.                       | 1969 р. рек. 1970 р. |                                                  | 17.12.1969 р. № 724   |
| 8.   | 1087          | Братська могила радянських воїнів Південно-Західного фронту.                                          | Удачненська сел./р, с. Молодецьке, цвинтар.                               | 1969 р.              |                                                  | 17.12.1969 р. № 724   |
| 9.   | 1086          | Братська могила радянських воїнів Південного і Південно-Західного фронтів                             | Удачненська сел./р, с. Муравка.                                           | 1955 р.              |                                                  | 17.12.1969 р. № 724   |
| 10.  | 1064          | Братська могила радянських воїнів Південно-Західного фронту та пам'ятник односельчанам.               | Гришинська с/р, с. Гришине, біля торговельного центру.                    | 1956 р., рек. 1982   |                                                  | 17.12.1969 р. № 724   |
| 11.  | 1067          | Братська могила радянських воїнів Південного фронту.                                                  | Іванівська с/р, с. Іванівка, центр села.                                  | 1954 р. рек. 1995    |                                                  | 17.12.1969 р. № 724   |
| 12.  | 3250          | Могила Салія В. І., воїна-афганця рядового                                                            | Красненська с/р, с. Берестки, цвинтар.                                    | 1984 р.-             |                                                  | 14.07.1993 р. № 419   |
| 13.  | 1069          | Братська могила радянських воїнів Південного фронту і пам'ятник односельчанам.                        | Красненська с/р, с. Новодмитрівка, центр села.                            | 1967 р.-             |                                                  | 17.12.1969 р. № 724   |
| 14.  | 1072          | Братська могила радянських воїнів.                                                                    | Лисівська с/р, с. Лисівка, центр села.                                    | 1955 р.              |                                                  | 17.12.1969 р. № 724   |
| 15.  | 1070          | Братська могила радянських військовополонених.                                                        | Лисівська с/р, с. Даченське, східна частина села.                         | 1956 р.              |                                                  | 17.12.1969 р. № 724   |
| 16.  | 1071          | Братська могила радянських воїнів Південно-Західного фронту.                                          | Лисівська с/р, с. Новопавлівка, цвинтар.                                  | 1956 р.              |                                                  | 17.12.1969 р. № 724   |
| 17.  | 1073          | Братська могила радянських воїнів Південного фронту і військовополонених                              | Миколаївська с/р, с. Калинове, центр села.                                | 1950 р. -            |                                                  | 17.12.1969 р. № 724   |
| 18.  | 1074          | Братська могила радянських військовополонених.                                                        | Михайлівська с/р, с. Михайлівка.                                          | 1960 р.              |                                                  | 17.12.1969 р. № 724   |
| 19.  | 3240          | Могила Біжика І. В., воїна-афганця, сержанта.                                                         | Михайлівська с/р, с. Михайлівка, цвинтар, центральна алея.                | 1986 р.              |                                                  | 14.07.1993 р. № 419   |
| 20.  | 450           | Братська могила радянських воїнів та пам'ятник загиблим односельчанам                                 | Новоолександрівська с/р, с-ще Новоолександрівка, у центрі.                | 1983 р.              | Скульптор Попова В. Ф. Архітектор Шеховцов В. М. | 29.03.1999 р. № 161   |
| 21.  | 1948          | Могила Холода М. М., Героя Радянського Союзу                                                          | Новоолександрівська с/р, с. Баранівка, цвинтар.                           | 1991 р. -            |                                                  | 29.03.1999 р. № 161   |
| 22.  | 1075          | Братська могила радянських воїнів Південного фронту і військовополонених                              | Новотроїцька с/р, с. Новотроїцьке, центр села.                            | 1967 р.              |                                                  | 17.12.1969 р. № 724   |
| 23.  | 1078          | Братська могила радянських воїнів Південного фронту                                                   | Петрівська с/р, с. Новоолексіївка, центр села.                            | 1957 р.-             |                                                  | 17.12.1969 р. № 724   |
| 24.  | 1951          | Пам'ятник Волкову П. Т., односельчанину, Герою Радянського Союзу.                                     | Піщанська с/р, с. Піщане, центр села.                                     | 1973 р. -            |                                                  | 19.04.1983 р. № 280р  |
| 25.  | 1079          | Братська могила радянських воїнів Південного фронту.                                                  | Піщанська с/р, с. Звірове, цвинтар.                                       | 1956 р.-             |                                                  | 17.12.1969 р. № 724   |
| 26.  | 1080          | Братська могила радянських воїнів Південного і Південно-Західного фронтів                             | Піщанська с/р, селище Перше Травня, центр села                            | 1949 р. рек. 1980 р. |                                                  | 19.04.1983 р. № 280р  |
| 27.  | 1738          | Пам'ятник загиблим військовополоненим                                                                 | Сергіївська с/р, с. Сергіївка, вул. Поштова.                              | 1983 р.              |                                                  | 14.07.1993 р. № 419   |
| 28.  | 1081          | Братська могила радянських військовополонених.                                                        | Сергіївська с/р, с. Сергіївка, цвинтар.                                   | 1957 р.              |                                                  | 17.12.1969 р. № 724   |
| 29.  | 1082          | Братська могила радянських воїнів Південно-Західного фронту і пам'ятник односельчанам.                | Сергіївська с/р, с. Сергіївка, центр села.                                | 1956 р. рек. 1975    |                                                  | 17.12.1969 р. № 724   |
| 30.  | 1083          | Братська могила радянських воїнів Південного і Південно-Західного фронтів та пам'ятник односельчанам. | Срібненська с/р, с. Срібне, центр села.                                   | 1957 р.              |                                                  | 17.12.1969 р. № 724   |
| 31.  | 1084          | Братська могила радянських воїнів Південно-Західного фронту і пам'ятник односельчанам                 | Срібненська с/р, с. Горіхове, центр села.                                 | 1957 р.              |                                                  | 17.12.1969 р. № 724   |
| 32.  | 1100          | Пам'ятник першим комунарам                                                                            | Улянівська с/р, с. Малинівка, центр села.                                 | 1970 р.              |                                                  | 17.12.1969 р. № 724   |
| 33.  | 1088          | Братська могила радянських воїнів Південно-Західного фронту                                           | Улянівська с/р, с. Малинівка, центр села.                                 | 1957 р.              |                                                  | 17.12.1969 р. № 724   |
| 34.  | 1068          | Братська могила радянських воїнів Південно фронту і пам'ятник воїнам-односельчанам                    | Покровський р-н Красненська с\р с. Сонцівка, центр села, біля школи       | 1967 р. рек.1985     |                                                  | 17.12.1969 р. № 724   |
| 35.  | 1089          | Братська могила радянських воїнів Південно фронту.                                                    | Покровський р-н Миролюбівська с/р, с. Миролюбівка, сад                    | 1957 р.              |                                                  | 17.12.1969 р. № 724   |
| 36.  | 1077          | Пам'ятник воїнам-односельчанам.                                                                       | Новоекономічна сел./р, смт Новоекономічне, пр. Миру, 22.                  | 1975 р.              | -                                                | 17.12.1969 р. № 724   |
| 37.  | 1092          | Пам'ятник воїнам-односельчанам.                                                                       | Іванівська с/р, с. Іванівка, біля клубу.                                  | 1975 р.              | -                                                | 17.12.1969 р. № 724   |
| 38.  | 1094          | Пам'ятник воїнам-односельчанам.                                                                       | Іванівська с/р, с. Веселе, цвинтар.                                       | 1967 р. рек. 1995 р. | -                                                | 17.12.1969 р. № 724   |
| 39.  | 1093          | Пам'ятник воїнам-односельчанам.                                                                       | Іванівська с/р, с. Вовче, цвинтар.                                        | 1967 р. рек. 1992 р. | -                                                | 17.12.1969 р. № 724   |
| 40.  | 458           | Пам'ятник воїнам-односельчанам, які загинули в роки ВВВ.                                              | Миколаївська с/р, с. Миколаївка, центр села.                              | 1993 р.              | -                                                | 21.06.2000 р. № 161   |
| 41.  | 1950          | Пам'ятник воїнам-односельчанам.                                                                       | Новоєлизаветівська с/р, с. Новоєлизаветівка, центр села.                  | 1970 р.              | -                                                | 19.04.1983 р. № 280р  |
| 42.  | 1949          | Пам'ятник воїнам-односельчанам.                                                                       | Новоолександрівська с/р, с. Воздвиженка, у центрі села.                   | 1970 р.              | -                                                | 19.04.1983 р. № 280р  |
| 43.  | 1098          | Пам'ятник воїнам-односельчанам.                                                                       | Новотроїцька с/р, с. Успенівка, біля школи.                               | 1970 р.              | -                                                | 19.04.1983 р. № 280р  |
| 44.  | 2022          | Пам'ятник воїнам-односельчанам.                                                                       | Петрівська с/р, с. Петрівка, біля сільського палацу культури.             | 1968 р. рек. 1981 р. | -                                                | 17.12.1969 р. № 724   |
| 45.  | 1952          | Пам'ятник воїнам-односельчанам.                                                                       | Піщанська с/р, с. Піщане, біля клубу.                                     | 1969 р. рек. 1994 р. | -                                                | 19.04.1983 р. № 280р  |
| 46.  | 1091          | Пам'ятник воїнам-односельчанам.                                                                       | Сергіївська с/р, с. Сергіївка, цвинтар.                                   | 1967 р.              | -                                                | 17.12.1969 р. № 724   |
| 47.  | 1099          | Пам'ятник воїнам-односельчанам.                                                                       | Срібненська с/р, с. Срібне.                                               | 1968 р.              | -                                                | 17.12.1969 р. № 724   |
| 48.  | 1954          | Пам'ятник воїнам-односельчанам.                                                                       | Улянівська с/р, с. Миролюбівка, сад.                                      | 1970 р.              | -                                                | 19.04.1983 р. № 280р  |
| 49.  | 1953          | Пам'ятник воїнам-односельчанам.                                                                       | Улянівська с/р, с. Малинівка, біля клубу.                                 | 1970 р.              | -                                                | 04.191983 р. № 280 р. |
| 50.  | 1090          | Пам'ятник воїнам-односельчанам                                                                        | Іванівська с\р.с. Євгенівка, цвинтар                                      | 1967 р.              |                                                  | 17.12.1969 р. № 724   |
| 51.  | 1102          | Пам'ятник Горькому О. М., радянському письменнику.                                                    | Срібненська с/р, с. Срібне, біля клубу                                    | -                    |                                                  | 17.12.1969 р. № 724   |
| 52.  | 1095          | Пам'ятник воїнам-односельчанам                                                                        | Покровський р-н Іванівська с\р с. Прогрес, центр села                     | 1967 р               |                                                  | 17.12.1969 р. № 724   |
| 53.  | 1096          | Пам'ятник воїнам-односельчанам                                                                        | Покровський р-н. Лисівська с\р С. Лисівка, центр села                     | 1955                 |                                                  | 17.12.1969 р. № 724   |
|      |               | |                                                                           |                      |                                                  |                       |

## Пам'ятки монументального мистецтва
| № пп | Охорон. номер | Найменування пам'ятки                   | Місцезнаходження пам'ятки                                   | Рік встановлення     | Автор                                          | Рішення |                     |
| ---- | ------------- | --------------------------------------- | ----------------------------------------------------------- | -------------------- | ---------------------------------------------- | ------- | ------------------- |
| 1.   | 2981          | Пам'ятник Прокоф'єву С. С., композитору | Покровський р-н, Красненська с/р, с. Сонцівка, центр села.  | 1991 р.              | Скульптор Полонік В. П. Архітектор Лукін А. Л. |         | 8.04.1992 р. № 92   |
| 2.   | 1101          | Пам'ятник В. І. Леніну                  | Покровський р-н, Сергіївська с/р, с. Сергіївка, центр села. | 1924 р. рек. 1967 р. | Скульптор Арон Футерман                        |         | 17.12.1969 р. № 724 |
|      |               |                                         |                                                             |                      |                                                |         |                     |